# Condado de Columbia (Nova Iorque)
O Condado de Columbia (em inglês:  Columbia County) é um dos 62 condados do estado americano de Nova Iorque. A sede do condado é Hudson, e a localidade mais populosa é Kinderhook. Foi fundado em 1786 e seu nome é homenagem a Cristóvão Colombo.
O condado tem uma área de 1 680 km², dos quais 1 640 km² estão cobertos por terra e 40 km² por água, uma população de 63 096 habitantes, e uma densidade populacional de 38,5 hab/km² (segundo o censo nacional de 2010). Em 2019 a populacão estimada era de 59,461, segundo o Departamento do Censo dos Estados Unidos.